# Fos-sur-Mer
 Fos-sur-Mer  es una comuna (municipio) de Francia, en la región de Provenza-Alpes-Costa Azul, departamento de Bocas del Ródano, en el distrito de Istres y cantón de Istres-Sud.
Su población municipal en 2008 era de 15 448 habitantes. La aglomeración urbana solo incluye a la propia comuna.
Está integrada en el Syndicat d’agglomération nouvelle Ouest Provence.

## Demografía
| 550 | 418 | 579 | 690 | 1 862 | 1 498 | 1 938 | 1 984 | 2 130 | 2 218 | 1 170 | 1 170 | 1 040 | 1 140 | 1 146 | 1 464 | 1 473 | 1 393 | 996 | 1 114 | 1 223 | 1 350 | 1 531 | 1 543 | 1 645 | 2 349 | 2 898 | 2 869 | 6 709 | 9 031 | 11 605 | 13 925 | 15 448 |
| Para los censos de 1962 a 1999 la población legal corresponde a la población sin duplicidades (Fuente: INSEE [Consultar]) |     |     |     |       |       |       |       |       |       |       |       |       |       |       |       |       |       |     |       |       |       |       |       |       |       |       |       |       |       |        |        |        |